# Бакунин, Михаил Михайлович
Михаи́л Миха́йлович Баку́нин (1764—1847) — могилевский и санкт-петербургский губернатор, сенатор, генерал-майор. Брат А. М. Бакунина и дядя М. А. Бакунина.

## Биография
Родился в 1764 году. Старший сын вице-президента Камер-коллегии Михаила Васильевича Бакунина (1730—1803) от его брака с княжной Любовью Петровной Мыщецкой (1739—1814); в семье был ещё сын Александр и 5 дочерей: Пелагея, Анна, Варвара, Татьяна (в замужестве Полторацкая) и Прасковья (в замужестве Нилова). Род был записан в VI часть дворянской книги по Новоторжскому уезду Тверской губернии. По матери приходился двоюродным братом М. А. Львовой и Д. А. Державиной.
Был зачислен на службу лейб-гвардии Измайловский полк, в 1776 году произведён в сержанты; в 1777 году переведён в лейб-гвардии Семёновский полк. В 1784 году он был произведён в прапорщики, в 1785 году — в подпоручики, в 1787 году — в поручики. В 1788 году назначен полковым адъютантом и участвовал во время войны со Швецией в походе в Финляндию. В 1790 году произведен в капитан-поручики и участвовал в сражении 28 июня с шведским флотом.
В ноябре 1790 году перешёл из гвардии с чином подполковника в кирасирский полк князя Г. А. Потёмкина. Участвовал в турецком походе, исполняя разные поручения Потёмкина по секретным делам. После смерти Потёмкина Бакунин перешёл к князю А. А. Безбородко на ту же должность.
В 1792 году Бакунин был произведён в полковники и назначен во Владимирский драгунский полк. По повелению императрицы Екатерины II командирован в Польшу к графу Потоцкому, где и пробыл во всё время существования конфедерации. В 1796 году Бакунин находился в Персии при графе В. А. Зубове и участвовал 10 мая при осаде Дербента. По вступлении на престол императора Павла, Бакунин в 1797 году был отозван в Россию.
23 сентября 1797 года произведён в генерал-майоры и определен шефом Оренбургского драгунского полка, а 20 октября того же года по доносу Исленьева императором приказано было ревизовать Владимирский драгунский полк, причем обнаружились беспорядки, и над Бакуниным назначено было следствие, вскоре однако прекращённое. После этого Бакунин был назначен командиром Сибирского драгунского полка, а вскоре шефом Иркутского драгунского полка, а в конце 1798 года был отставлен от службы.
В 1801 году был опять принят на службу генерал-майором, для определения к гражданским делам; 8 октября 1801 года он был произведён действительным статским советником и определён могилевским губернатором. В 1807 году произведён в тайные советники, а в 1808 году определён Санкт-Петербургским гражданским губернатором; 19 июля1808 года назначен сенатором и через 8 лет после этого уволен от должности губернатора.
1.04.1812 г. пожалован кавалером ордена святого равноапостольного князя Владимира II степени большого креста.
В 1816 году Бакунин переехал с семьёй в Москву, где в 1818 году против него возникло дело о неправильном расходовании денежных сумм по Санкт-Петербургскому приказу общественного призрения за время его губернаторства. Его обвиняли в том, что он употребил казённые деньги на починку губернаторского дома и на дрова. Дело разбиралось в сенате и 1821 году окончилось подведением поступков Бакунина под манифесты 1814 и 1826 годов. Сенат Бакунина признал виновным, но, учитывая, что он погасил долг без ущерба для казны, ограничились строгим выговором. С 28 марта 1827 года по приказу императора Николая I Бакунин был уволен от службы; неоднократные просьбы его об определении на службу остались без внимания. Имения его были взяты под опеку.

Свободное от службы время Бакунин посвящал литературным занятиям. Будучи членом общества «Беседа любителей русского слова» принимал участие в литературных вечерах, проходивших у Г. Р. Державина, А. С. Хвостова и А. С. Шишкова. В московском доме Бакунина часто бывали Ф. Н. Глинка, драматург А. А. Шаховской, писатель М. Н. Загоскин, И. И. Дмитриев и К. П. Брюллов. Поэт М. А. Дмитриев писал о Бакунине:
Он был человек умный, просвещенный, прекрасных старых манер, который нынче уже выводятся; он был приветлив, не терял своего достоинства и служил честно, но жил в своё время, говорят, довольно открыто… Когда я начал их знать, они жили уже очень умеренно. Часто занимал он понемногу денег у моего дяди и был обременен долгами… Мне у них всегда было ловко и хорошо, как дома.
Умер 21 октября (2 ноября) 1847 года «от истощения сил», похоронен 25 октября в Новодевичьем монастыре.

## Семья
Жена (с 27 октября 1792) — Варвара Ивановна Голенищева—Кутузова (15.10.1773—1840), дочь адмирала Ивана Логгиновича Голенищева-Кутузова (1729—1802) от брака его с фрейлиной Евдокией Ильиничной Бибиковой (1743—1807). В 1796 году Варвара Ивановна сопровождала мужа в Персидском походе, о чем написала воспоминания. Как очевидица 1812 года оставила записки, в которых описала петербургское общество того времени.
В браке имели детей:
- Евдокия Михайловна (1793—1882), художница, в 1835 году была удостоена серебряной медали первого достоинства Академии художеств и как пенсионерка отправлена за границу. Замужем не была. После смерти матери вместе с сестрами владела Казицыном. Погребена в Прямухине.
- Василий Михайлович  (1795—1863), полковник, драматический писатель, бездетный.
- Любовь Михайловна (1801 — ок. 1830), замужем за Василием Ивановичем Головиным (1796—1845), поручиком и литератором.
- Иван Михайлович (1802—1874), полковник, похоронен на погосте Понизовье Торопецкого уезда. С 1870 года был женат на Екатерине Васильевне Собакиной (ок. 1830 — после 1871). Их два сына и дочь, рожденные до брака, узаконены указом от 10.02.1874 года.
- Прасковья Михайловна (04.05.1809[8]—1882), писательница, поэтесса, сотрудница журнала «Москвитянин». Незамужняя. Похоронена в Прямухине.
- Екатерина Михайловна (1810—1894), в Крымскую кампанию в 1855 года была сестрой милосердия в Севастополе, работала с Пироговым, затем начальница Крестовоздвиженской общины в Кронштадте, позднее жила с сестрами в Казицыне, где организовала больницу для местных жителей, во время русско-турецкой войны 1877-1878 годов находилась на Кавказском театре военных действий. Похоронена в Прямухине.